# SPHEREx

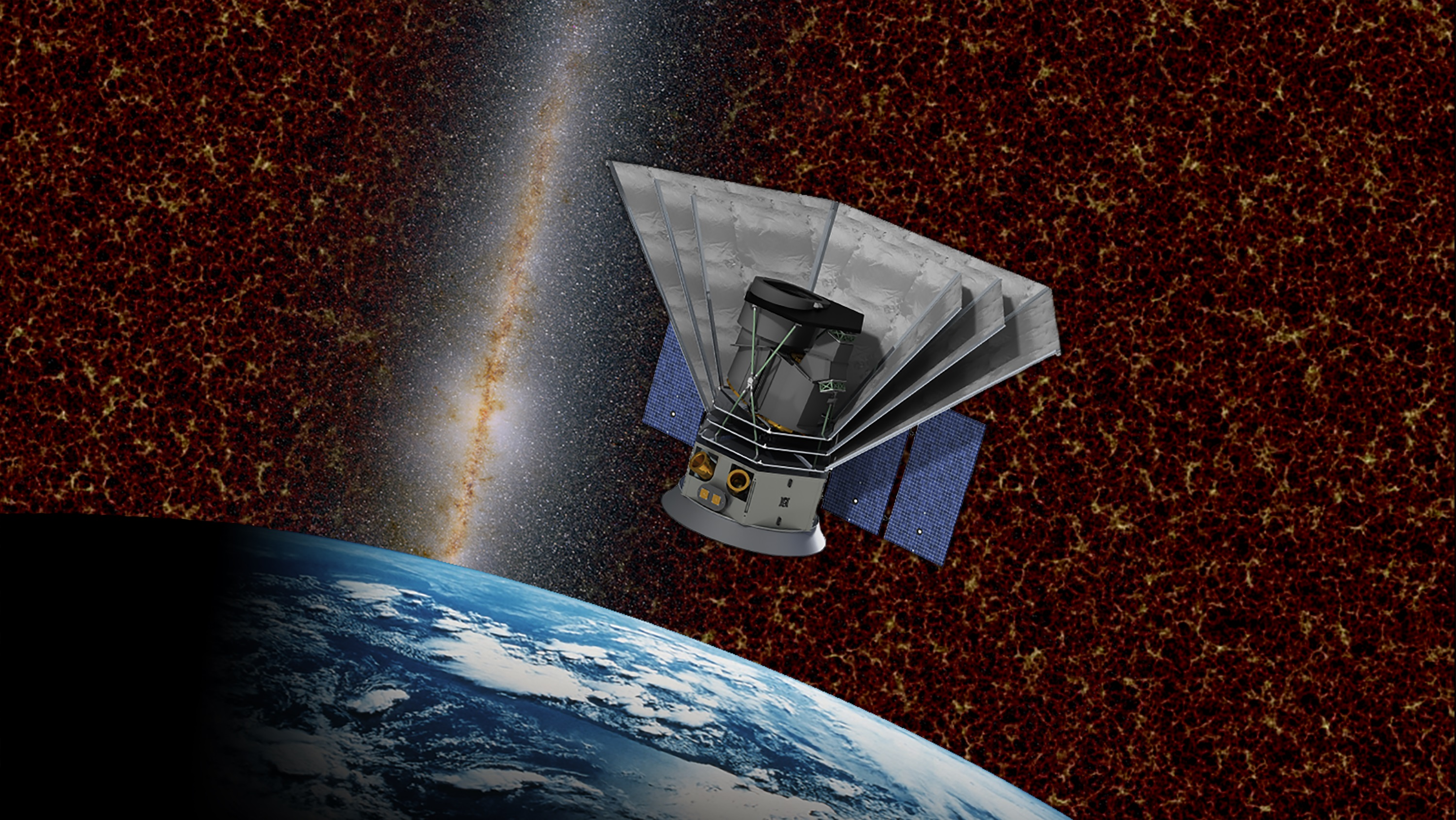
SPHEREx的艺术想象图

SPHEREx，宇宙历史、再电离纪元光谱—光度计和冰层探测器（Spectro-Photometer for the History of the Universe, Epoch of Reionization, and Ices Explorer）是一个的近红外空间望远镜，将对全天4.5亿个星系的近红外光谱进行测量。 
2025年3月11日，SPHEREx搭載獵鷹9號Block 5火箭與PUNCH微型衛星從范登堡太空軍基地發射升空。